# Робертино Лорети
Робертино Лорети (на италиански: Roberto Loreti или Robertino Loreti) е италиански певец, известен най-вече с песните, които изпълнява като юноша. След като гласът му се променя, популярността му намалява, но въпреки това продължава да прави гастроли. Особено е популярен в Русия, където е приятел с Муслим Магомаев и Йосиф Кобзон.
Има разногласия за годината на раждане – 1946, 1947 и 1948 се посочват като година на раждане според различни източници.

## Биография
Роден е в многодетно семейство с осем други деца. Семейството му е бедно и когато е на 10 години, баща му се разболява и Робертино трябва да помага на семейството, като доставя хлебни изделия в ресторанти. Пее народни песни по пътя си и е забелязан от хората заради певческия си глас. След като прави първата си изява на сватба в ресторант, Робертино е търсен от други ресторанти, които се състезават за него.
Робертино пее в кафе „Гран Италия“, където неаполитанският актьор Тото и датският телевизионен продуцент Волмер Сьоренсен го забелязват. Той подписва договор, който гласи, че ще пее до 17-годишна възраст. Това довежда до участия в датски телевизионни предавания, обиколки на Скандинавия и Европа. Робертино прекарва месеци на турне, пеейки до три концерта на ден, докато гласът му не започва да се променя. Записва албум, докато е в Копенхаген, а по-късно публикува няколко албума и се появява в няколко филма.